# Præsidentvalget i USA 2008
Præsidentvalget i USA 2008 fandt sted 4. november 2008, og var det 56. præsidentvalg i USA, hvor den amerikanske præsident og den amerikanske vicepræsident skulle vælges. De to store partiers kandidater var John McCain (Republikanerne) og Barack Obama (Demokraterne). Begge var medlemmer af Senatet for hhv. Arizona og Illinois.
Demokraternes kandidat Barack Obama vandt en klar sejr ved valget, hvor han fik i alt 52,8% af de afgivne stemmer og 365 valgmænd ud af de i alt 538 som under et møde den 14. december 2008 formelt kårer den endelige vinder af USAs 56. præsidentvalg.
Valget faldt sammen med en række andre valg, som blev afholdt samtidig, heriblandt valg til Senatet i 33 stater, valg til Repræsentanternes Hus i alle 50 stater, guvernørvalg i 11 stater samt folkeafstemninger i varierende omfang og lokale valg i de enkelte stater.

## Kandidater
Erklærede kandidater er her kandidater som havde meldt til den officielle valgkommission, at de var kandidater. Kandidater, der havde gjort dette, men senere trukket sig fra valget står opført under "Kandidater som har trukket sig".

### Demokraterne
| Præsidentkandidat                | Vicepræsidentkandidat            |
|                                  |                                  |
| Senator for Illinois (2005–2008) | Senator for Delaware (1973–2009) |
| Kampagne                         |                                  |
|                                  |                                  |
| [ 1 ]                            |                                  |

#### Kandidater som trak sig
Joe Biden, Hillary Clinton, Christopher Dodd, John Edwards, Mike Gravel, Dennis Kucinich, Bill Richardson, Tom Vilsack og Sam Nunn.

### Republikanerne
- Præsidentkandidat senator John McCain fra Arizona
- Vicepræsidentkadidat 
guvernør Sarah Palin fra Alaska

#### Kandidater som trak sig
Rudy Giuliani, Mike Huckabee, Duncan Hunter, Alan Keyes, Ron Paul, Mitt Romney, Tom Tancredo, Fred Thompson, Sam Brownback, Jim Gilmore, Tommy Thompson og Chuck Hagel.

## Samtlige kandidater
I alt opstillede 13 kandidater til præsidentposten, hver især støttet af en lang række politiske partier. Selvom kun de to dominerende kandidater Barack Obama og John McCain havde nogen reel chance for at vinde, kunne de mindre betydningsfulde kandidater rent faktisk være med til at afgøre valget visse steder, hvor stemmerne mellem de to topkandidater stod meget lige. Stemmeafgivningen (se tabel nedenfor) viste at dette i varierende udstrækning kan have været tilfældet i fire tilfælde under valget i 2008, nemlig i staterne Indiana, Missouri, Montana og North Carolina.
Mens topkandidaterne stillede op i hovedstaden Washington DC og samtlige 50 stater i USA (i alt 51), var der stor forskel på, hvor mange stater, de øvrige kandidater stillede op i. Fire alternative kandidater hve erhvervet retten til at stille op i flere stater, mens de resterende syv kandidater kun stillede op i en enkelt stat. De enkelte præsidentkandidater (fra specielt de mindre partier) stiller ofte op under forskellige partinavne i forskellige stater, og derfor er de hver især tilknyttet flere forskellige partier.
| Præsidentkandidat / vice-præsidentkandidat | Partitilknytning (samtlige partier, der støttede kandidaterne) (antal stater kandidaterne opstiller i)                                                              | website                                                                |
| ------------------------------------------ | --- | ---------------------------------------------------------------------- |
| Barack Obama / Joe Biden                   | United States Democratic Party, United Citizens Party, Working Families Party of New York - (51)                                                                    | www.barackobama.com                                                    |
| John McCain / Sarah Palin                  | United States Republican Party, Independence Party of New York, Conservative Party of New York - (51)                                                               | www.johnmccain.com                                                     |
| Chuck Baldwin / Darrell Castle             | United States Constitution Party, Kansas Reform Party, Independent Green Party of Virginia - (37)                                                                   | www.baldwin2008.com                                                    |
| Bob Barr / Wayne Allyn Root                | United States Libertarian Party - (45) | www.bobbarr2008.com Arkiveret 27. august 2008 hos Wayback Machine      |
| Cynthia McKinney / Rosa Clemente           | United States Green Party - (32) | www.votetruth08.com                                                    |
| Ralph Nader / Matt Gonzalez                | Uafhængig, Independent-Ecology Party, Peace and Freedom Party, Natural Law Party (USA), Independent Party of Delaware, Oregon Peace Party, New York Populist - (46) | www.votenader.org                                                      |
| Gene Amondson / Leroy Pletten              | United States Prohibition Party | www.geneamondson.com                                                   |
| Róger Calero / Alyson Kennedy              | Socialist Workers Party (USA) | www.themilitant.com                                                    |
| Charles Jay / Thomas L. Knapp              | Boston Tea Party | www.CJ08.com                                                           |
| Alan Keyes / Brian Rohrbough               | Uafhængig, America's Independent Party | www.alankeyes.com                                                      |
| Gloria La Riva / Eugene Puryear            | Party for Socialism and Liberation | www.votepsl.org                                                        |
| Brian Moore / Stewart Alexander            | Socialist Party USA, Liberty Union Party | www.votesocialist2008.org                                              |
| Thomas Stevens / Alden Link                | Objectivist Party | www.objectivistparty.us Arkiveret 6. november 2008 hos Wayback Machine |

## Valgresultat
Det foreløbige valgresultat er baseret på opgørelser fra TV-stationer og dagsbladsopgørelser. Enkelte fintællinger mangler i opgørelsen, men de ændrede ikke det generelle billede. Resultatet af valget var en klar sejr til demokraternes Barack Obama.
| Præsidentkandidat vicepræsidentkandidat | Parti                            | Hjemstat                 | Antal stemmer | i %    | Antal valgmænd |
| --------------------------------------- | -------------------------------- | ------------------------ | ------------- | ------ | -------------- |
| Barack Obama / Joe Biden                | Demokraterne                     | Illinois / Delaware      | 68.205.925    | 52,8%  | 365            |
| John McCain / Sarah Palin               | Republikanerne                   | Arizona / Alaska         | 59.249.299    | 45,9%  | 173            |
| Ralph Nader / Matt Gonzalez             | Uafhængig, m.fl.                 | Connecticut / California | 723.783       | 0,6%   | 0              |
| Bob Barr / Wayne Allyn Root             | Libertarian Party, m.fl.         | Georgia / Nevada         | 531.542       | 0,4%   | 0              |
| Chuck Baldwin / Darrell Castle          | United States Constitution Party | Florida / Tennessee      | 189.924       | 0,1%   | 0              |
| Cynthia McKinney / Rosa Clemente        | Green Party                      | Georgia / New York       | 158.791       | 0,1%   | 0              |
| Andre                                   | diverse                          |                          | 166.127       | 0,1%   | 0              |
| Total                                   | Total                            | Total                    | 129.225.391   | 100,0% | 538            |

## Valgresultater i delstater
| Stat/distrikt vundet af Obama/Biden  |
| Stat/distrikt vundet af McCain/Palin |

Opgørelsen over stemmeafgivningen i de enkelte delstater er en foreløbig opgørelse baseret på opgørelser fra TV- og dagbladsoversigter. Der mangler fortsat enkelte justeringer efter fintællinger fra bl.a. mindre omvalg, som dog ikke ændrer det generelle billede. Tal med fed skrift angiver vinderen af den enkelte delstat.
| State          | Obama/Biden | McCain/Palin | Nader/Gonzales | Barr/Root | Baldwin/Castle | McKinney/Clemente | Andre  |
| -------------- | ----------- | ------------ | -------------- | --------- | -------------- | ----------------- | ------ |
| Alabama        | 811.764     | 1.264.879    | 6.616          | 4.984     | 4.303          |                   |        |
| Alaska         | 122.485     | 192.631      | 3.757          | 1.575     | 1.652          |                   | 1.720  |
| Arizona        | 1.034.704   | 1.230.110    | 11.301         | 12.555    |                | 3.406             |        |
| Arkansas       | 418.049     | 632.672      | 12.808         | 4.707     | 4.000          | 3.433             | 1.089  |
| Californien    | 8.033.250   | 4.884.786    | 105.036        | 65.480    |                | 37.279            | 39.489 |
| Colorado       | 1.216.793   | 1.020.135    | 12.542         | 10.264    | 5.872          | 2.573             | 5.545  |
| Connecticut    | 1.000.994   | 628.873      | 19.113         |           | 302            | 63                | 18     |
| Delaware       | 255.446     | 152.373      | 2.401          | 1.109     | 626            | 385               | 58     |
| D.C.           | 243.531     | 17.204       | 955            | 1         |                | 584               | 1.135  |
| Florida        | 4.282.074   | 4.045.624    | 28.124         | 17.218    | 7.915          | 2.887             | 6.903  |
| Georgia        | 1.844.137   | 2.048.744    | 1.123          | 28.812    | 1.305          | 249               | 62     |
| Hawaii         | 325.871     | 120.566      | 3.825          | 1.314     | 1.013          | 979               |        |
| Idaho          | 236.440     | 403.012      | 7.175          | 4.747     | 3.658          |                   |        |
| Illinois       | 3.319.237   | 1.981.158    | 30.517         | 19.122    | 8.135          | 11.690            | 1.236  |
| Indiana        | 1.374.027   | 1.345.637    | 898            | 29.257    | 980            | 87                | 90     |
| Iowa           | 827.648     | 680.810      | 7.993          | 4.587     | 4.434          | 1.419             | 7.290  |
| Kansas         | 499.979     | 685.541      | 10.242         | 6.564     | 4.051          |                   |        |
| Kentucky       | 751.707     | 1.048.113    | 15.372         | 5.986     | 4.670          |                   |        |
| Louisiana      | 782.989     | 1.148.275    | 6.997          |           | 2.581          | 9.187             |        |
| Maine          | 421.484     | 296.198      | 10.763         | 9.903     |                | 2.874             |        |
| Maryland       | 1.628.995   | 959.694      | 14.710         | 9.839     | 3.759          | 4.745             | 135    |
| Massachusetts  | 1.891.083   | 1.104.284    | 28.520         | 12.999    | 5.023          | 6.528             |        |
| Michigan       | 2.875.308   | 2.050.655    | 33.126         | 23.740    | 14.759         | 8.662             | 170    |
| Minnesota      | 1.573.354   | 1.275.409    | 30.152         | 9.174     | 6.787          | 5.174             | 10.319 |
| Mississippi    | 520.864     | 687.266      | 3.727          | 2.425     | 2.447          | 1.086             | 470    |
| Missouri       | 1.441.910   | 1.445.812    | 17.813         | 11.386    | 8.201          | 822               |        |
| Montana        | 229.725     | 241.846      | 3.649          | 1.341     |                |                   | 10.499 |
| Nebraska       | 329.132     | 448.801      | 5.306          | 2.684     | 2.927          | 1.002             |        |
| Nevada         | 533.736     | 412.827      | 6.150          | 4.263     | 3.194          | 1.411             | 6.267  |
| New Hampshire  | 384.826     | 316.534      | 3.503          | 2.217     |                |                   | 531    |
| New Jersey     | 2.085.051   | 1.545.495    | 20.336         | 8.044     | 4.732          | 3.941             | 2.299  |
| New Mexico     | 472.211     | 346.824      | 5.327          | 2.428     | 1.597          | 1.551             |        |
| New York       | 4.363.386   | 2.576.360    | 38.048         | 22.292    |                | 12.031            | 8.001  |
| North Carolina | 2.142.569   | 2.128.390    |                | 25.722    |                |                   | 13.942 |
| North Dakota   | 141.278     | 168.601      | 4.189          | 1.354     | 1.199          |                   |        |
| Ohio           | 2.784.344   | 2.582.174    | 40.696         | 19.094    | 12.105         | 8.128             | 6.686  |
| Oklahoma       | 502.496     | 960.165      |                |           |                |                   |        |
| Oregon         | 1.037.151   | 738.337      | 18.611         | 7.634     | 7.693          | 4.540             | 13.275 |
| Pennsylvania   | 3.234.949   | 2.634.115    | 42.564         | 19.739    |                |                   |        |
| Rhode Island   | 296.571     | 165.391      | 4.829          | 1.382     | 675            | 797               | 122    |
| South Carolina | 862.449     | 1.034.896    | 5.053          | 7.283     | 6.827          | 4.461             |        |
| South Dakota   | 170.886     | 203.019      | 4.267          | 1.835     | 1.895          |                   |        |
| Tennessee      | 1.085.720   | 1.477.405    | 11.882         | 8.540     | 8.182          | 2.498             | 2.336  |
| Texas          | 3.528.633   | 4.479.328    | 5.214          | 56.116    | 5.052          | 671               | 2.781  |
| Utah           | 307.016     | 571.115      | 7.826          | 6.628     | 11.435         | 925               | 251    |
| Vermont        | 219.262     | 98.974       | 3.339          | 1.067     | 500            |                   | 1.904  |
| Virginia       | 1.959.532   | 1.725.005    | 11.483         | 11.067    | 7.474          | 2.344             | 6.355  |
| Washington     | 1.745.251   | 1.225.158    | 29.379         | 12.676    | 9.399          | 3.803             | 1.334  |
| West Virginia  | 302.273     | 394.922      | 7.182          |           | 2.454          | 2.356             |        |
| Wisconsin      | 1.670.474   | 1.258.181    | 17.402         | 8.795     | 5.022          | 4.234             | 1.545  |
| Wyoming        | 82.868      | 164.958      | 2.525          | 1.594     | 1.192          |                   | 1.521  |